# Frédérique Vidal

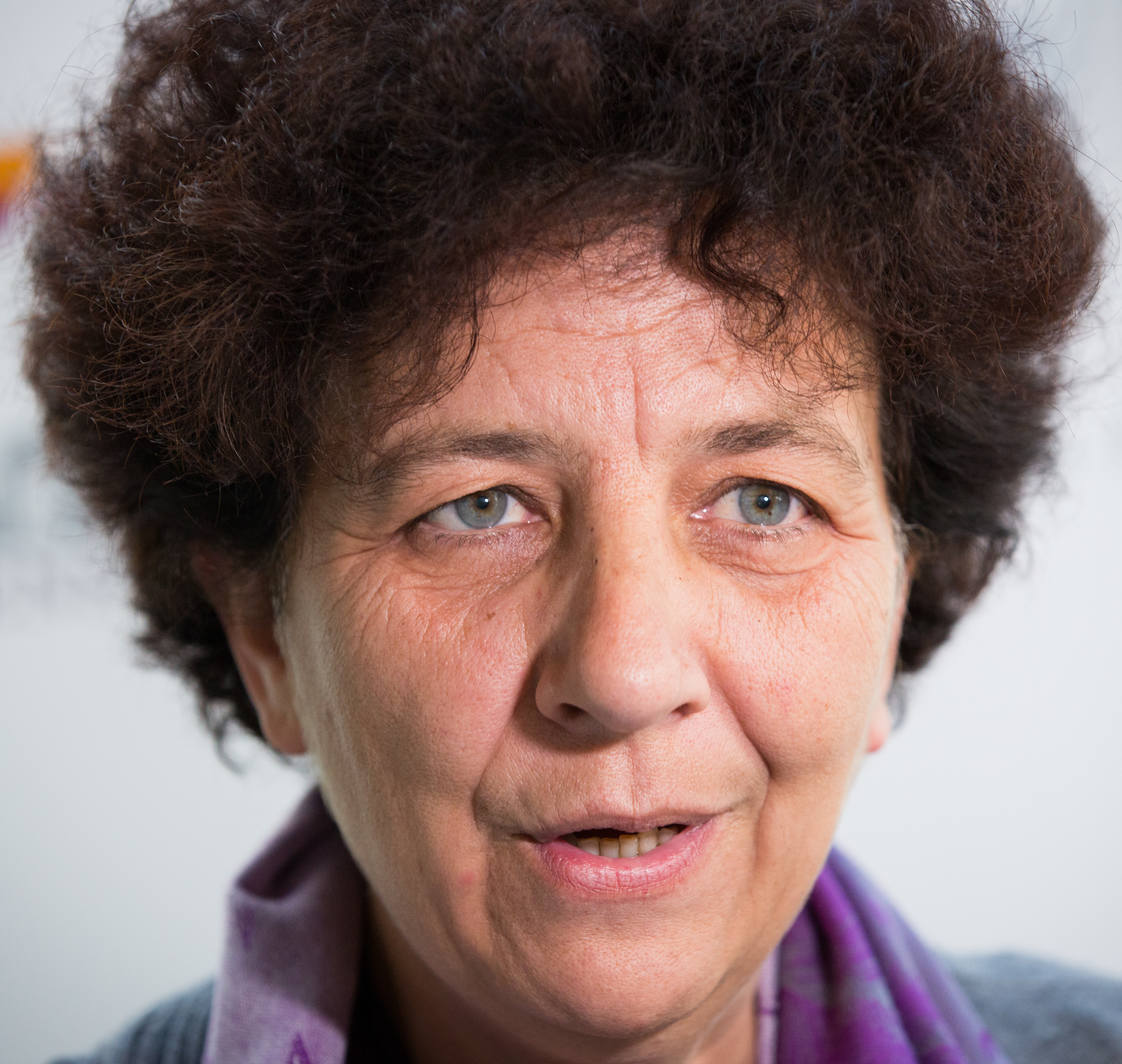
Frédérique Vidal 2019

Frédérique Vidal (* 6. Mai 1964 in Monaco) ist eine französische Biochemikerin, Hochschulmanagerin und Politikerin (parteilos). Vom 15. Mai 2017 bis zum 16. Mai 2022 war sie Ministerin für Hochschulbildung, Forschung und Innovation in den Kabinetten Philippe I und Philippe II sowie im Kabinett Castex.

## Werdegang
Frédérique Vidal wurde am 6. Mai 1964 in Monaco geboren. Sie studierte Biochemie und schloss mit einem am Institut Pasteur erworbenen Diplôme d’études approfondies in Virologie ab. Ihre Doktorarbeit machte sie an der Universität Nizza Sophia-Antipolis (UNS). Anschließend arbeitete sie ein Jahr lang in der Forschungs- und Entwicklungsabteilung des französischen veterinärmedizinischen Unternehmens Virbac.
1995 kehrte Vidal als Maître de conférences an die Universität Nizza zurück. Seit 2004 war sie dort Professorin. Von 2005 bis 2008 leitete sie den Fachbereich Lebenswissenschaften der Universität. Von 2009 bis 2012 war sie Direktorin der naturwissenschaftlichen Fakultät der UNS. Bereits seit 2007 war sie stellvertretende Leiterin der Fakultät gewesen.
Von 1999 bis 2003 war sie Mitglied des regionalen wissenschaftlichen Beirates des Institut national de la santé et de la recherche médicale (INSERM). Ebenso war sie Mitglied der Jury des gemeinsamen Masterstudiengangs Virologie der Pariser Hochschulen UPMC, Paris-Diderot und Institut Pasteur.
Von 2012 bis 2017 war sie als Nachfolgerin von Albert Marouani Präsidentin der Universität. Zwischenzeitlich wurde sie 2016 als Präsidentin wiedergewählt.
Vidal war gegen das Circulaire Guéant, einen fehlgeschlagenen Vorschlag von Innenminister Claude Guéant, dessen Ziel es war, für ausländische Nicht-EU-Studenten die Möglichkeit zu verringern, nach Abschluss ihres Studiums in Frankreich zu bleiben.
Im Mai 2017 wurde sie als Ministerin für Hochschulbildung, Forschung und Innovation in das Kabinett Philippe I berufen. Sie behielt das Amt in der einige Monate später erfolgten Regierungsumbildung zum Kabinett Philippe II sowie im Kabinett Castex bis zu dessen Auflösung am 16. Mai 2022. Ihre Nachfolgerin als Hochschul- und Forschungsministerin im Kabinett Borne wurde die Physikerin Sylvie Retailleau, die bis dahin der Universität Paris-Saclay vorgestanden hatte.

## Auszeichnungen
2013 wurde Frédérique Vidal zum Ritter der Ehrenlegion ernannt.